# Hvidbrystet præstekrave
Hvidbrystet præstekrave (Charadrius alexandrinus) er en lille præstekrave. Den yngler med nogle få par i vadehavet. Den er regnet som en truet art på den danske rødliste 2019.